# Gorska polana
Gorska polana (bułg. Горска поляна) – wieś w południowo-wschodniej Bułgarii, w obwodzie Jamboł, w gminie Bolarowo. Według danych Narodowego Instytutu Statystycznego, 31 grudnia 2011 roku wieś liczyła 70 mieszkańców.
Dawniej wieś nazywała się Jajładżyk.

## Zabytki
- Cerkiew Eliasza